# 马来豪猪
马来豪猪（学名：Hystrix brachyura）也称马来箭猪、喜马拉雅豪猪，为豪猪科豪猪属的动物。分布于孟加拉国，印度，印度尼西亚，老挝，马来西亚，缅甸，尼泊尔，泰国，越南以及中国大陆云南等地。该物种的模式产地在马六甲。
栖息在森林中，也会出没在森林附近的开放地带。生活的海拔高度可达1300米。有时还会出现在农田里。群居。以植物的根、块茎、树皮和掉落的水果为食。也会吃昆虫。

## 亚种
- 马来豪猪指名亚种（学名：Hystrix brachyura brachyura）
- 学名：）
- 学名：）
- 学名：）
- 学名：）
- 马来豪猪云南亚种（学名：Hystrix brachyura yunnanensis），Anderson于1878年命名。在中国大陆，分布于云南等地。该物种的模式产地在云南。[3]

## 保护
本种于2023年被收录入《有重要生态、科学、社会价值的陆生野生动物名录》。